# Myron (geslacht)
Myron is een geslacht van slangen uit de familie waterdrogadders (Homalopsidae).

## Naam en indeling
De wetenschappelijke naam van de groep werd voor het eerst voorgesteld door John Edward Gray in 1849. Er zijn drie soorten, waarvan er twee pas in 2011 zijn beschreven.

## Verspreidingsgebied
De soorten komen voor in delen van Azië in Indonesië en daarnaast in Australië.

## Beschermingsstatus
Door de internationale natuurbeschermingsorganisatie IUCN is aan een soort een beschermingsstatus toegewezen. Myron richardsonii wordt beschouwd als 'veilig' (Least Concern of LC).

## Soorten
Het geslacht omvat de volgende soorten, met de auteur en het verspreidingsgebied.
| Naam               | Auteur       | Verspreidingsgebied  |
| ------------------ | ------------ | -------------------- |
| Myron karnsi       | Murphy, 2011 | Indonesië            |
| Myron resetari     | Murphy, 2011 | Australië            |
| Myron richardsonii | Gray, 1849   | Indonesië, Australië |